# 90 (tal)
90 (nittio (fil)) är det naturliga talet som följer 89 och som följs av 91.
- Hexadecimala talsystemet: 5A
- Binärt: 1011010
- Primtalsfaktoriseringen 2 · 32 · 5
- Delbarhet: 1, 2, 3, 5, 6, 9, 10, 15, 18, 30, 45 och 90.
- Summan av delarna: 234

## Inom matematiken
- 90 är ett jämnt tal.
- 90 är ett rektangeltal
- 90 är ett ymnigt tal
- 90 är ett mycket ymnigt tal
- 90 är ett unitärt perfekt tal
- 90 är ett Perrintal
- 90 är ett Harshadtal
- 90 är ett Schrödertal
- 90 är ett Praktiskt tal.

## Inom vetenskapen
- Torium, atomnummer 90
- 90 Antiope, en asteroid
- M90, spiralgalax i Jungfrun, Messiers katalog